# Ашанти (народ)

Флаг ашанти

Аша́нти (ашантийцы; самоназвание — асантефо, асанте — означает «объединяющиеся для войны») — народ группы акан. Живут в центральных районах Ганы (области Ашанти и Бронг-Ахафо). Численность — 3,3 млн чел. (вместе с родственными им народами: денчира, аданси, асение-чифо, васау и др.). 

## Язык
Говорят на языке чви, который относятся к подгруппе ква нигеро-конголезской макросемьи вольта-конголезской группы. В XIX веке христианские миссионеры создали письменность для языка на основе латинской графики.

## Религия
Среди ашанти много христиан (католиков и протестантов — англикан, пресвитериан, методистов); есть приверженцы синкретических христианско-африканских церквей и сект. Во второй половине XX века среди ашанти стали появляться общины мусульман-суннитов; ашанти составляют большую часть секты Ахмадийя. Сохраняют культ предков (асаманфо), объектом которого были вожди и старейшины, и культ сил природы (особенно духов рек и др. водоёмов). Имеются пантеон духов (обосом) и представления о сверхъестественном существе Ньяме (небесное божество, демиург, первопредок) и хтоническом божестве Асасе. Широко распространены фетиши-обереги (суиман). Ежегодно в сентябре устраиваются праздник Оджира («очищение»), а через каждые 6 недель — Великий (Большой) Адаэ или Малый Адаэ (поочерёдно), тесно связанные с культом предков и др. традиционными верованиями. Ньяме и Асасе, наряду с мудрым пауком Анансе — постоянные персонажи фольклора и мифов.

## Этническая история

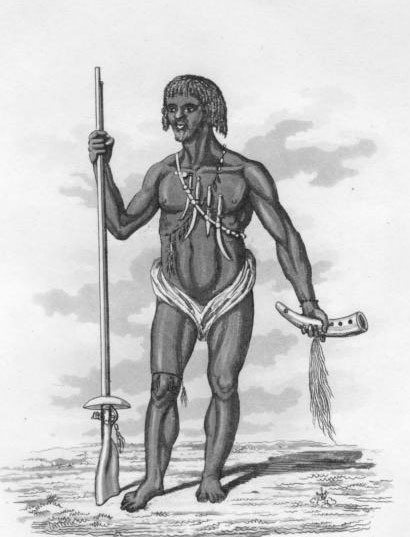
Воин племени Ашанти

Согласно преданиям (а вся история аканов до XIX в. в значительной степени основана на устной традиции), предки аканов (протоаканы) заняли нынешнюю территорию в XIII—XV вв. По мнению ряда исследователей, протоаканы сформировались в зоне саванн к северу от лесного пояса в междуречье Чёрной Вольты и Комоэ и около 1000—1300 гг. двумя группами мигрировали на юг — в лесную зону. По археологическим данным, наиболее ранние поселения появились здесь около 1200 г. Древнейшим центром аканской цивилизации в лесной зоне считается считается основанный в XV в. город Боно-Мансу, бывший по-видимому крупным торговым центром. Руины Боно-Мансу сохранились в 180 км к северу от Кумаси. В XVI в. в междуречье Пра-Офин-Бирим сложилось потестарно-территориальное образование Аданси, известное и как Акани. Термином «Акани» европейцы часто называли не только Аданси, но и другие аналогичные образования этого района, возникшие в XVI—XVII вв.: Ассин, Денчьира и Инта, фактически отождествляя их с культурно-лингвистическим понятием «акан».
К XVII веку в лесной зоне сформировалось 3 главных аканских потестарных образования: Денчьира на западе, Акваму на востоке и Ачем в центре. Победа Денчьира над Аданси в начале XVII века привела в движение массы людей, значительная часть которых переселилась в страну Амансе в районе озера Босомчви. В Амансе находился город Асантемансо, откуда, по преданию, произошли все ашантийцы. Ныне крошечная деревня Асантемансо сохраняет своё значение в качестве религиозного центра. Это самое священное место для ашантийцев. Вторая половина XVII века была временем миграций, войн, интенсивной коммерческой деятельности различных европейских держав на гвинейском побережье. В результате этого этническая и политическая карты лесной зоны Золотого Берега изменились — аканские народы потеснили эве на восток, гуан — на север, часть аканов ушла на запад (на территорию современного Кот-д’Ивуара, но основная масса переселенцев устремилась на северо-запад в страну Кваман, которая позднее и стала известна как страна Ашанти. Переселенцы из Асантемансо разбили военные отряды жителей Квамана и основали город Кумаси.
Конфедерация Ашанти была создана в конце XVII — начале XVIII века как военный союз нескольких территориально-потестарных образований (оманов) во главе с правителем Кумаси для борьбы с Денчьира. Конфедерацией управляли верховный вождь (асантехене — отсюда происходит этноним «ашанти»), его соправительница (асантехема, «королева-мать») и совет старейшин, в который входили вожди оманов (оманхене) и военные вожди (асафохене). Термин «асанте» означает «люди, объединившиеся для войны». Это понятие возникло примерно во второй половине XVII века в связи с организацией военного союза нескольких оманов против Денчьира. Основными компонентами структуры омана являлись позднепервобытные общины (акура), большие семьи (фиефо), матрилинейные роды (абусуа), патрилинейные группировки (нторо) и подразделения военной организации (асафо). Возникло деление на знать, свободных общинников и рабов.
Практически в течение всего XVIII века Конфедерация Ашанти боролась с соседями за контроль над торговым и путями на юг, к побережью гвинейского залива (с победой над Денчьира ашантийцы получили права на монопольную торговлю с голландским фортом Эльмина) и север в страны Западного Судана. К началу XIX века Конфедерация Ашанти превратилась в мощную державу, под контролем которой находились земли, примерно соответствующие территории современной Ганы.
В течение всего XIX века Конфедерация Ашанти боролась за выход к европейским факториям и отстаивала свою независимость в борьбе с англичанами и их союзниками (фанти, га и др. народами побережья) в так называемых англо-ашантийских войнах. Первые 5 войн закончились победой ашанти (1806, 1811, 1814—1815, 1823—1826, и 1863 гг.). Великобритания признала независимость Ашанти. По договору 1831 года была определена граница между Ашанти и английскими колониальными владениями. Во время шестой войны (1873—1874) англичане проникли вглубь страны, столица Ашанти была сожжена и разграблена. Все военные укрепления и дворец асантехене были взорваны, но удержаться в Кумаси англичанам не удалось. Формально ашантийцы сохранили свою независимость. Однако по договору они должны были выплатить Великобритании 50 тыс. унций золота и отказаться от притязаний на Эльмину (поводом к войне послужило нежелание англичан платить ашантийцам за право торговать и иметь поселение в Эльмине, которую они купили у голландцев в 1872 году) С потерей последнего подконтрольного порта Эльмины в 1872 году ашантийцы утратили монополию торговли с европейцами во внутренних районах Золотого Берега. Англичанам разрешалась свободная торговля на территории страны, в Кумаси был направлен чиновник, чтобы контролировать соблюдение всех условий договора.
Поражение в шестой войне фактически ознаменовало конец самостоятельного развития ашантийцев. Конфедерация стала разваливаться, многие оманы объявили о своей независимости от Кумаси, начался период дезинтеграции и упадка. Седьмая, и последняя, англо-ашантийская война в 1895—1896 гг. завершилась полным поражением Ашанти. Страна была объявлена английским протекторатом, а после неудачного восстания в 1900 г. включена в состав колонии Золотой Берег. В 1935 г. англичане формально восстановили государство Ашанти, однако фактически власть в стране оставалась в руках английского губернатора Золотого Берега. После образования независимого государства Гана территория Ашанти по конституции 1957 года получила статус области.

## Традиционные занятия
Традиционные занятия — ручное циклично-залежное земледелие (ямс, батат, маниок, Таро, земляной орех, просо, кукуруза, сорго, рис, ананасы, фрукты, бобовые, томаты, овощи, масличная пальма, дерево Кола), животноводство (мелкий рогатый скот, свиньи, птица), золотодобыча. Охота, рыболовство и собирательство имеют вспомогательное значение. Ашанти работают по найму на плантациях какао, лесоразработках, в горнодобывающей промышленности и на промышленных предприятиях в городах. Из ремёсел развиты кузнечное, художественная обработка золота, серебра, бронзы (чеканка, ковка, литьё), гончарное, ткацкое, резьба по дереву.

## Традиционное жилище
Традиционные дома — четырёхугольные в плане, из деревянных жердей, обмазанных глиной, с земляным полом и двускатной крышей, покрытой пальмовыми листьями, травой или железом и шифером.

## Традиционная одежда
Традиционная одежда — кенте и адинкра (праздничное кенте с тиснёным специальными штампами орнаментом).

## Традиционная пища
Пища в основном растительная (различные каши, похлёбки, варёные и печёные овощи и корнеплоды с острыми приправами и пальмовым маслом), а также мясная и рыбная.

## Социальная организация
Живут большими семейными общинами; брачное поселение — билокальное, практикуется полигиния. Счёт родства — матрилинейный с элементами патрилатеральности. Исходная модель (протосистема) системы терминов родства ашанти относится к ирокезскому типу. Особенностью этой систему у ашанти является генерационный скос типа кроу. Эта система трансформировалась в сторону образования арабской модели родства с постепенным исчезновением особенностей типа кроу.

## «Золотой трон»
У ашанти существовал культ ритуального трона правителя ашанти (ашантихене) — «Золотого трона» (Золотого стула, ашанти-чви Sika Dwa Kofi, «Сикадва кофи»). «Золотой трон» представлял собой ритуальную скамейку, выточенную из ценного дерева, покрытую резным орнаментом и инкрустированную золотыми пластинками. По легенде, в непроглядной тьме, окутанный облаком серебристой пыли, под оглушительные раскаты грома он мягко опустился на колени короля. Главный жрец возгласил, что теперь сила духа и отвага народа ашанти зависят от сохранности этого «Золотого трона». Считалось, что ритуальная скамейка вмещает душу, сунсум народа ашанти. «Золотой трон» почитался как фетиш королевской власти. Ашантихене не сидел на «Золотом троне», во время коронации правителя поднимали и на мгновение опускали на «Золотой трон», а затем ритуальную скамейку уносили. Ашантихене считался слугой «Золотого трона» и должен был исполнять обряды в его честь и обеспечивать его сохранность. «Золотой трон» остается высшей святыней ашанти и изображён на флаге ашанти.
Аналогичная скамейка — «Серебряный трон» — принадлежала матери ашантихене.
В результате шестой англо-ашантийской войны, в 1896 году ашанти потерпели поражение от англичан, английская армия заняла столицу Кумаси и «Золотой трон» был спрятан. В 1899 году один из ашанти выдал местонахождение «Золотого трона» Фредерику Митчеллу Ходжсону, губернатору Золотого Берега (1899—1900). Губернатор отправил отряд солдат и своего секретаря на поиски «Золотого трона», но их постигла неудача. 25 марта 1900 года губернатор явился в Кумаси и на собрании ашанти потребовал: «Где ваш золотой стул, почему я не сижу на нем сейчас? Я представляю высшую власть, господствующую над вами, как же вы смеете скрывать от меня это кресло? Почему вы сейчас, когда я прибыл в Кумаси, не принесли сюда золотой стул и не передали его мне, чтобы я мог, наконец, сесть на него?»
Попытка колониальных властей захватить спрятанный от них «Золотой трон» послужила поводом для восстания ашанти, известного как «война Золотого Трона», в которой ашанти потерпели поражение и их государство стало британской колонией в составе Золотого Берега. Первое столкновение 5 тыс. повстанцев с колониальным отрядом, отправленным на поиски «Золотого трона», произошло у Бали, севернее Кумаси. В течение двух дней ашанти вели бой. Англичане, не выдержав, начали отход.
В 1921 году, во время дорожных работ, был случайно обнаружен тайник, где долгие годы хранился «Золотой трон».

## Эсминец «Ашанти»
В 1938 году вступил в строй «Ашанти» (Ashanti), британский эскадренный миноносец типа «Трайбл». В феврале 1939 года он посетил Гану по специальному приглашению вождя племени ашанти.